# Liste der Staatsoberhäupter 1869
Übersicht
◄◄ | ◄ | 1865 | 1866 | 1867 | 1868 | Liste der Staatsoberhäupter 1869 | 1870 | 1871 | 1872 | 1873 | ► | ►►

Weitere Ereignisse

## Afrika
- Ägypten
  - Khedive: Ismail Pascha (1867–1879)

- Äthiopien
  - Kaiser: Tekle Giyorgis II. (1868–1871)

- Buganda
  - König: Mutesa I. (1856–1884)

- Bunyoro
  - König: Kyebambe IV. (1852–1869)
  - König: Kabalega (1869–1898)

- Burundi
  - König: Mwezi IV. Gisabo (1852–1908)

- Dahomey
  - König: Glélé (1856–1889)

- Liberia
  - Präsident: James Spriggs Payne (1868–1870)

- Marokko
  - Sultan: Sidi Mohammed IV. (1859–1873)

- Ruanda
  - König: Kigeri IV. (1853–1895)

- Kalifat von Sokoto
  - Kalif: Ahmad Rufa'i (1867–1873)

- Südafrikanische Republik
  - Präsident: Marthinus Wessel Pretorius (1864–1871)

- Zulu
  - König: Mpande ka Senzangakhona (1840–1872)

## Amerika

### Nordamerika
- Kanada
  - Staatsoberhaupt: Königin Victoria (1867–1901)
  - Generalgouverneur:
    1. Viscount Charles Stanley Monck (1867–1869)
    2. Lord John Young (1869–1872)

  - Regierungschef: Premierminister John A. Macdonald (1867–1873)

- Mexiko
  - Staats- und Regierungschef: Präsident Benito Juárez (1861–1864, 1867–1872)

- Vereinigte Staaten von Amerika
  - Staats- und Regierungschef:
    1. Präsident Andrew Johnson (1865–4. März 1869)
    2. Präsident Ulysses S. Grant (4. März 1869–1877)

### Mittelamerika
- Costa Rica
  - Staats- und Regierungschef: Präsident Jesús Jiménez Zamora (1842–1844, 1846–1847, 1863–1866, 1868–1870)

- Dominikanische Republik
  - Staats- und Regierungschef: Präsident Buenaventura Báez (1849–1853, 1856–1858, 1868–1873, 1876–1878)

- El Salvador
  - Staats- und Regierungschef: Präsident Francisco Dueñas (1852–1854, 1863–1871)

- Guatemala
  - Staats- und Regierungschef: Präsident Vicente Cerna (1865–1871)

- Haiti
  - Staats- und Regierungschef:
    1. Präsident Sylvain Salnave (1867–27. Dezember 1869)
    2. Präsident Nissage Saget (27. Dezember 1869–1874)

- Honduras
  - Staats- und Regierungschef: Präsident José María Medina (1863–1872)

- Nicaragua
  - Staats- und Regierungschef: Präsident Fernando Guzmán (1867–1871)

### Südamerika
- Argentinien
  - Staats- und Regierungschef: Präsident Domingo Faustino Sarmiento (1868–1874)

- Bolivien
  - Staats- und Regierungschef: Präsident Mariano Melgarejo (1864–1871)

- Brasilien
  - Herrscher: Kaiser Peter II. (1831–1889)

- Chile
  - Staats- und Regierungschef: Präsident José Joaquín Pérez (1861–1871)

- Ecuador
  - Staats- und Regierungschef:
    1. Präsident Juan Javier Espinosa (1868–19. Januar 1869)
    2. (übergangsweise) Gabriel García Moreno (19. Januar–16. Mai 1869)
    3. (amtierend) Manuel de Ascásubi (16. Mai–10. August 1869)
    4. Präsident Gabriel García Moreno (10. August 1869–1875)

- Kolumbien
  - Staats- und Regierungschef: Präsident Santos Gutiérrez (1868–1870)

- Paraguay
  - Staats- und Regierungschef: Präsident Francisco Solano López (1862–1870)

- Peru (umstritten)
  - Staats- und Regierungschef: Präsident José Balta (1868–1872)

- Uruguay
  - Staats- und Regierungschef: Präsident Lorenzo Batlle y Grau (1868–1872)

- Venezuela
  - Staats- und Regierungschef: Präsident José Ruperto Monagas (1868–1870)

## Asien
- Abu Dhabi:
  - Emir: Zayed I. (1855–1909)

- Adschman:
  - Scheich: Humaid I. (1848–1872)

- Afghanistan
  - Emir: Shir Ali Khan (1867–1879)

- Bahrain:
  - Emir: Ali (1868–1869)
  - Emir: Isa I. (1869–1932)

- China (Qing-Dynastie):
  - Kaiser: Tongzhi (1861–1874)

- Republik Ezo
  - Präsident: Enomoto Takeaki (1868–1869)

- Britisch-Indien
  - Vizekönig:
    - John Lawrence (1864–1869)
    - Richard Southwell Bourke (1869–1872)

- Japan:
  - Kaiser: Meiji (1867–1912)

- Korea:
  - König: Gojong (1864–1897)

- Kuwait:
  - Emir: Abdullah II. (1866–1892)

- Oman:
  - Sultan: Azzan ibn Qais (1868–1871)

- Persien (Kadscharen-Dynastie)
  - Schah: Naser od-Din Schah (1848–1896)

- Thailand
  - König: Chulalongkorn, König von Thailand (1868–1910)

## Australien und Ozeanien
- Hawaii
  - König: Kamehameha V. (1863–1872)

## Europa
- Andorra
  - Co-Fürsten:
    - Kaiser von Frankreich: Napoleon III. (1848–1870)
    - Bischof von Urgell: Josep Caixal i Estradé (1851–1879)

- Baden
  - Großherzog: Friedrich I. (1852–1907)

- Bayern
  - König: Ludwig II. (1864–1886)

- Belgien
  - Staatsoberhaupt: König Leopold II. (1865–1909)
  - Regierungschef: Ministerpräsident Walthère Frère-Orban (1868–1870, 1878–1884)

- Dänemark
  - Staatsoberhaupt: König: Christian IX. (1863–1906)
  - Regierungschef: Ministerpräsident Christian Emil Krag-Juel-Vind-Frijs (1865–1870)

- Frankreich
  - Kaiser: Napoleon III. (1851–1870)

- Griechenland
  - König: Georg I. (1863–1913)

- Italien
  - König: Viktor Emanuel II. (1861–1878)

- Monaco
  - Fürst Karl III. (1856–1889)

- Montenegro (bis 1878 unter osmanischer Suzeränität)
  - Fürst: Nikola I. Petrović Njegoš (1860–1918) (ab 1910 König)

- Neutral-Moresnet:
  - König: Leopold II. (1865–1909)
  - König: Wilhelm I. (1861–1888)
  - Bürgermeister: Joseph Kohl (1859–1882)

- Niederlande
  - König: Wilhelm III. (1849–1890)

- Norddeutscher Bund
  - Preußen:
    - König: Wilhelm I. (1861–1888)

  - Hessen-Darmstadt
    - Großherzog: Ludwig III. (1848–1877)
      - Präsident des Gesamt-Ministeriums: Reinhard Carl Friedrich von Dalwigk (1850–1871)

  - Mecklenburg-Schwerin
    - Großherzog: Friedrich Franz II. (1842–1883)
      - Präsident des Staatsministeriums: Jasper von Oertzen (1858–1869)
      - Präsident des Staatsministeriums: Henning von Bassewitz (1869–1885)

  - Mecklenburg-Strelitz
    - Großherzog: Friedrich Wilhelm (1860–1904)
      - Staatsminister: Wilhelm von Hammerstein (1868–1872)

  - Oldenburg
    - Großherzog: Nikolaus Friedrich Peter (1853–1900)
      - Staatsminister: Peter Friedrich Ludwig Freiherr von Rössing (1851–1874)

  - Sachsen-Weimar-Eisenach
    - Großherzog: Carl Alexander (1853–1901)

  - Anhalt
    - Herzog: Leopold IV. (1863–1871)

  - Herzogtum Braunschweig
    - Herzog: Wilhelm (1830–1884)

  - Herzogtum Sachsen-Meiningen
    - Herzog: Georg II. (1866–1914)

  - Sachsen-Altenburg
    - Herzog: Ernst I. (1853–1908)

  - Sachsen-Coburg und Gotha
    - Herzog: Ernst II. (1844–1893)
      - Staatsminister: Camillo von Seebach (1849–1888)

  - Lippe
    - Fürst: Leopold III. (1851–1875)

  - Reuß ältere Linie
    - Fürst: Heinrich XXII. (1867–1902)

  - Reuß jüngere Linie
    - Fürst: Heinrich XIV.

  - Sachsen:
    - König: Johann I. (1854–1873)
      - Vorsitzender des Gesamtministeriums: Johann Paul von Falkenstein (1866–1871)

  - Schaumburg-Lippe
    - Fürst: Adolf I. Georg (1860–1893)

  - Schwarzburg-Rudolstadt
    - Fürst: Georg I. Albert

  - Schwarzburg-Sondershausen
    - Fürst: Günther Friedrich Carl II.

  - Waldeck und Pyrmont (seit 1868 durch Preußen verwalten)
    - Fürst: Georg Viktor (1845–1893)
    - Preußischer Landesdirektor: Adalbert von Flottwell (1868–1872)

- Norwegen:
  - König: Karl IV. (1859–1872) (identisch mit Karl XV. von Schweden; Norwegisch-Schwedische Personalunion)

- Osmanisches Reich:
  - Sultan: Abdülaziz (1861–1876)

- Österreich-Ungarn
  - Kaiser und König: Franz Joseph I. (1848–1916)

- Portugal
  - König: Ludwig I. (1861–1889)

- Rumänien (bis 1878 unter osmanischer Suzeränität)
  - Staatsoberhaupt: Fürst Karl I. (1866–1914) (ab 1881 König)
  - Regierungschef: Ministerpräsident Dimitrie Ghica (1868–1870)

- Russland
  - Kaiser: Alexander II. (1855–1881)

- Schweden
  - König: Karl XV. (1859–1872) (1859–1872 König von Norwegen)

- Serbien (bis 1878 unter osmanischer Suzeränität)
  - Fürst: Milan Obrenović IV. (1868–1889) (ab 1882 König)

- Spanien
  - Präsident der provisorischen Regierung Francisco Serrano Domínguez (1868–18. Juni 1869) (1869–1871 Regent, 1874 Präsident)
  - Regent Francisco Serrano Domínguez (18. Juni 1869–1871) (1868–1869 Präsident der provisorischen Regierung, 1874 Präsident)

- Ungarn
  - König: Franz Joseph I. (1848–1916) (1848–1916 König von Böhmen, 1848–1916 Kaiser von Österreich)

- Vereinigtes Königreich
  - Staatsoberhaupt: Königin Victoria (1837–1901) (1877–1901 Kaiserin von Indien)
  - Regierungschef: Premierminister William Ewart Gladstone (1868–1874, 1880–1885, 1886, 1892–1894)

- Württemberg
  - König: Karl (1864–1891)
    - Staatsminister: Karl Freiherr von Varnbüler (1864–1870)